# Evgenij Viktorovič Vučetič
Evgenij Viktorovič Vučetič (in russo Евгений Викторович Вучетич?; Dnipro, 15 dicembre 1908 – Mosca, 12 aprile 1974) è stato uno scultore sovietico, massimo esponente del realismo socialista in ambito scultoreo.

## Biografia
Dopo gli studi d'arte a Rostov sul Don e all'Accademia russa di belle arti di Leningrado, Vučetič diresse i lavori artistici del Palazzo dei Soviet di Mosca dal 1939 al 1941. Durante la seconda guerra mondiale frequentò lo Studio degli artisti militari di Mosca intitolato a Mitrofan Borisovič Grekov. Dal 1953 fu membro dell'Accademia delle belle arti dell'URSS, mentre dal 1970 al 1974 ne fu vicepresidente.
Le sue opere si contraddistinguono per il romanticismo accademico e per la grandiosità drammatica unita a un grande pathos. Emblematica è la sua statua La madrepatria posta nel Memoriale sovietico di Treptower Park a Berlino, che raffigura simbolicamente una madre che sopporta sia la perdita dei suoi figli sia il peso della guerra. Altra opera simile è la scultura La Madre Patria chiama! sulla collina di Mamaev Kurgan a Volgograd, simbolo di coraggio, determinazione, dolore e vittoria, nonché delle imprese patriottiche.
Altre opere di Vučetič sono il monumento a Feliks Ėdmundovič Dzeržinskij, fondatore della polizia segreta Čeka (bronzo e granito, 1958, Mosca, distrutto nel 1991 come simbolo di dispotismo), il ritratto di Ivan Danilovič Černjachovskij (bronzo e granito, 1945, Galleria Tret'jakov) e la statua Trasformeremo le nostre spade in vomeri (bronzo, 1957, Ufficio delle Nazioni Unite a New York), donata agli Stati Uniti da parte del governo sovietico. Eseguì molti altri ritratti scultorei di eroi di guerra e generali sparsi in diverse città dell'ex Unione Sovietica, come Vjaz'ma, Kiev e Velikie Luki.